# Иван Хлевњак
Иван Хлевњак (Ел Шат, 28. април 1944 — Сплит, 28. новембар 2015) био је југословенски и хрватски фудбалер.
Рођен током Другог светског рата у избегличком кампу Ел Шат на Синајском полуострву у Египту, вратио се у своју домовину, Југославију, и почео да игра фудбал у омладинским екипама Хајдука из Сплита. Дебитовао је за сениорски тим Хајдука у сезони 1962/63. Играо је тамо до 1973, одигравши 665 утакмица и постигавши 237 голова. По одласку из Сплита прелази у Француску. Играо је за Стразбур (1973–1975) и Епинал (1975–1979).
Касније је играо мали фудбал у дворани, у Сједињеним Државама, за Филаделфију Фивер, у сезони 1980/81.
Поред три наступа за младу југословенску репрезентацију, уписао је и три наступа за А тим Југославије.